# سیاهرگ لبی بالایی
سیاهرگ لبی بالایی  سیاهرگی است که از بخش بالایی لب خون دریافت می‌کند.

## نگاره‌های دیگر

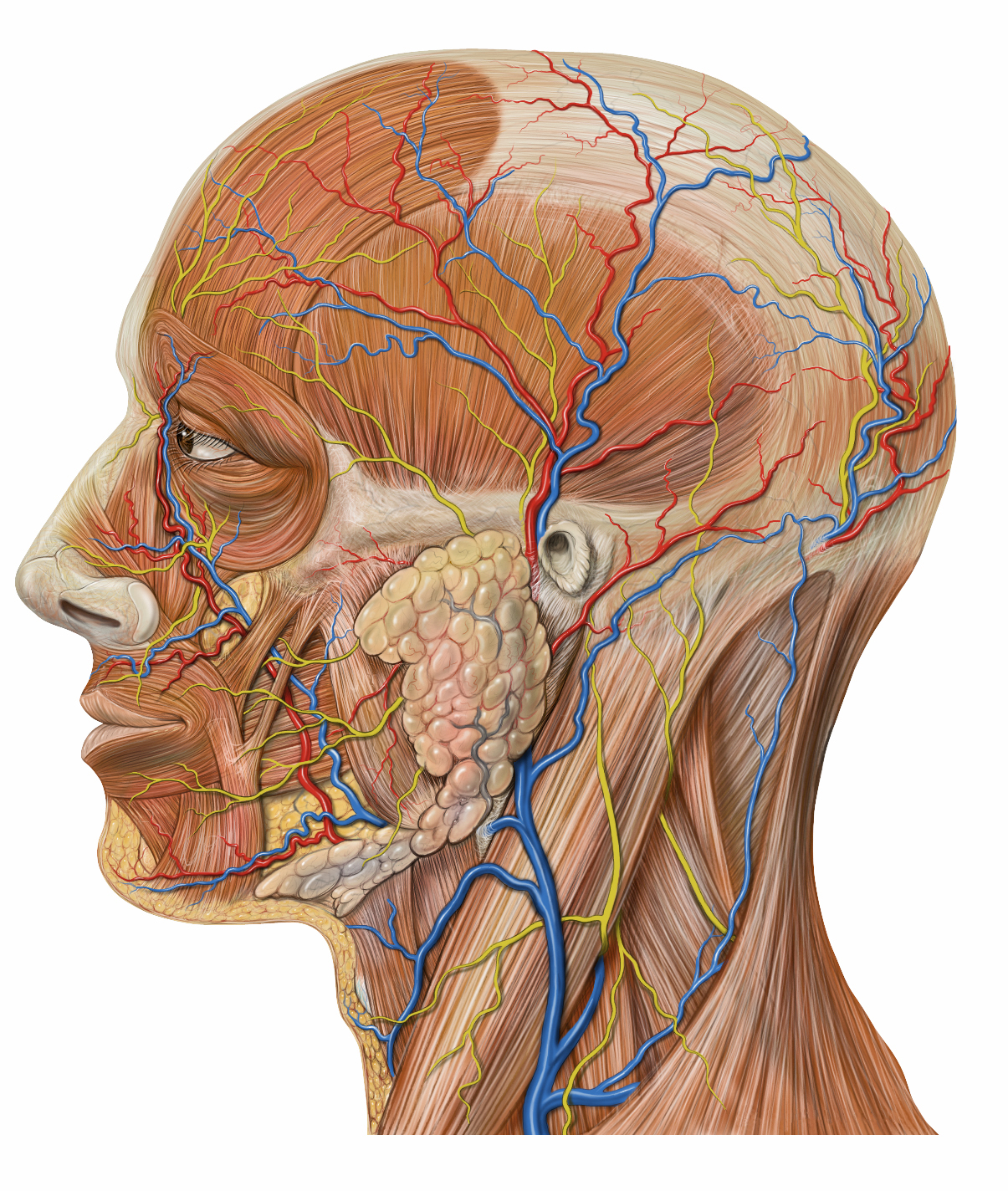
کالبدشناسی عرضی سر
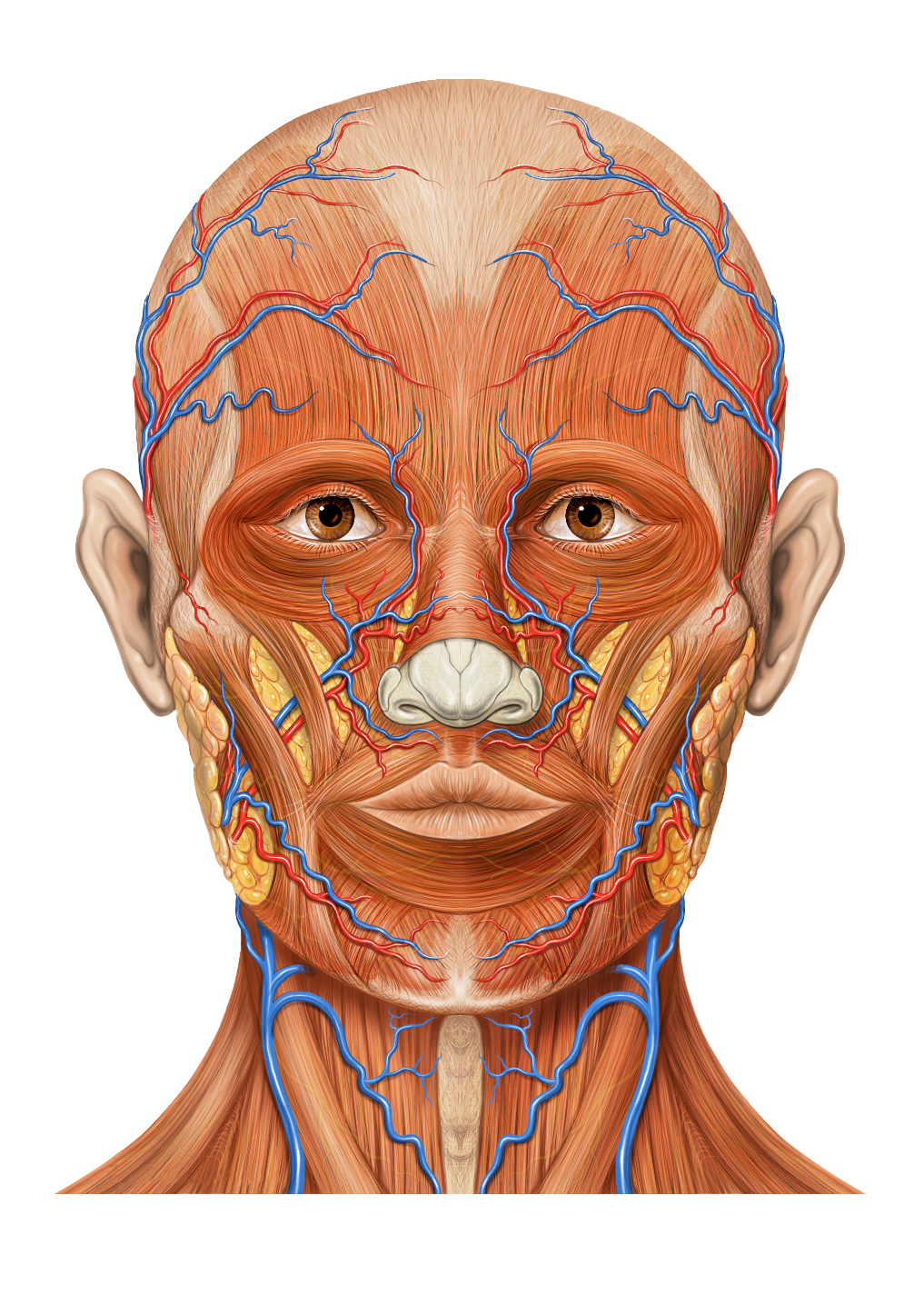
کالبدشناسی سر از جلو